# Humangenetik
Die Humangenetik, früher auch menschliche Erblehre genannt, ist ein Teilgebiet der Genetik, das sich speziell mit dem Erbgut des Menschen beschäftigt. Als eine interdisziplinäre Wissenschaft verknüpft sie medizinische Diagnostik, Therapie und Prävention von Erbkrankheiten mit molekularbiologischer Methodik und Forschung zur Orthologie und Pathologie der menschlichen Vererbung.
Die Bezeichnung „Humangenetik“ wurde vor allem von dem Erbbiologen Günther Just (1892–1950) eingeführt, bevor sich in den USA human genetics nach der 1948 erfolgten Gründung der American Society of Human Genetics durchsetzte.

## Einteilung humangenetischer Methodik
1. Zytogenetik: Untersuchung der Chromosomen des Menschen mittels Fluoreszenz-Mikroskopie. Dabei versucht man Besonderheiten in Chromosomensätzen zu finden und bestimmten Krankheitsbildern, Syndromen oder Krebstumoren zuzuordnen. Beispiel: Karyogramm
2. Molekulare Humangenetik: Untersuchung von einzelnen Genen oder DNA-Abschnitten. Beispiel: Mutationsanalyse durch Gentests

Zur Humangenetik gehören u. a. die Erforschung der Erbkrankheiten und die Erstellung von Abstammungsgutachten sowie die humangenetische Beratung.
Nachdem das menschliche Erbgut im Humangenomprojekt weitgehend entschlüsselt wurde, geht es jetzt hauptsächlich darum, die Funktionen einzelner Gene und deren Zusammenspiel im Rahmen der Proteomik zu erkunden. Insgesamt enthält das Genom des Menschen rund 20.000 bis 25.000 Gene.

## Medizinische Genetik
Die Medizinische Genetik (in Medien auch Medizingenetik genannt) ist der Teilbereich der Humangenetik, der sich mit der Diagnose und Behandlung von Erbkrankheiten beschäftigt. Sie entstand in der Nachkriegszeit. Als ihr Begründer gilt Victor McKusick (1921–2008). Sein Werk Mendelian Inheritance in Man; A Catalog of Human Genes and Genetic Disorders aus dem Jahre 1966 und seitdem neu aufgelegt gehört zu den Standardwerken der Medizinischen Genetik.

## Fachärztliche Spezialisierungen

### Schweiz
Die Verbindung der Schweizer Ärztinnen und Ärzte trifft folgende Definition in dem Weiterbildungsprogramm für den „Facharzt für Medizinische Genetik“ vom 1. Januar 1999 mit Stand 2011:

„Die Medizinische Genetik ist jener Bereich der Humangenetik, der sich mit den Auswirkungen der genetischen Variation des Menschen auf Gesundheit und Krankheit auseinandersetzt. Sie umfasst die Erkennung genetisch bedingter, d. h. chromosomaler, monogener, multifaktorieller, mitochondrialer Erkrankungen, respektive der diesen zugrundeliegenden Veranlagungen, deren prä- und postnatale (inkl. präsymptomatische) Diagnostik und Klassifikation mittels genealogischer, klinischer, biochemischer, molekulargenetischer und/oder zytogenetischer Untersuchungsverfahren. Dies beinhaltet auch die Differentialdiagnose zu nicht-genetisch bedingten Erkrankungen.“

### Österreich
In Österreich wurde ab 1. Januar 2007 der Titel „Facharzt/ärztin für Medizinische Genetik“ mit der Ärztlichen Ausbildungsordnung eingeführt, um die „eurokonforme Gebietsbezeichnung für Fachärzte und Fachärztinnen aus dem Gebiet der Humangenetik“ zu ermöglichen. Der „Facharzt für Medizinische Biologie“ wurde dahingehend umbenannt. Die Verordnung verwendet folgende Definition:

„Das Sonderfach Medizinische Genetik umfasst die Diagnostik genetisch bedingter Erkrankungen, die Ermittlung des Erkrankungsrisikos, die genetische Beratung der Patientinnen/Patienten und deren Familien sowie die fachspezifische Grundlagenforschung und angewandte Forschung, insbesondere durch die Anwendung zytogenetischer, biochemischer und molekulargenetischer Verfahren sowie die Anwendung der Kenntnisse des Ablaufs und der Gesetzmäßigkeiten biologischer Funktionen beim Menschen, der Ätiologie und Pathogenese erblicher und erblich mitbedingter Erkrankungen, der allgemeinen Humangenetik, der Zytogenetik, der Molekulargenetik, der Dysmorphologie, der klinischen Genetik einschließlich der Syndromologie, der Populationsgenetik und der genetischen Epidemiologie.“

### Deutschland
Die Muster-Weiterbildungsordnung der Bundesärztekammer definiert das Gebiet Humangenetik folgendermaßen:

„Das Gebiet Humangenetik umfasst die Aufklärung, Erkennung und Behandlung genetisch bedingter und mitbedingter Erkrankungen einschließlich der humangenetischen Beratung von Patienten, Ratsuchenden und ihren Familien sowie den in der Gesundheitsversorgung tätigen Ärzten.“

Um in Deutschland als Humangenetiker tätig werden zu können, muss nach dem Abschluss eines Medizinstudiums und erteilter Approbation als Arzt eine mindestens fünfjährige Weiterbildung im Gebiet Humangenetik mit Erfolg absolviert worden sein.

### Berufsbezeichnungen in der Europäischen Union
Es gibt folgende Spezialisierungen der Facharztberufe für Medizinische Genetik nach Ländern:
| Land         | Bezeichnung                                |
| ------------ | ------------------------------------------ |
| Belgien      | Klinische genetica/génétique clinique      |
| Bulgarien    | Медицинска генетика                        |
| Dänemark     | Klinisk genetik                            |
| Deutschland  | Humangenetik                               |
| Estland      | Meditsiinigeneetika                        |
| Finnland     | Perinnöllisyyslääketiede/Medicinsk genetik |
| Frankreich   | Génétique médicale                         |
| Griechenland | –                                          |
| Irland       | Clinical genetics                          |
| Italien      | Genetica medica                            |
| Kroatien     | –                                          |
| Lettland     | Medicīnas ģenētika                         |
| Litauen      | Genetika                                   |
| Luxemburg    | Médecine génétique                         |
| Malta        | Ġenetika Klinika/Medika                    |
| Niederlande  | Klinische genetica                         |
| Österreich   | Medizinische Genetik                       |
| Polen        | Genetyka kliniczna                         |
| Portugal     | Genética médica                            |
| Rumänien     | Genetica medicala                          |
| Schweden     | Klinisk genetic                            |
| Slowakei     | Klinična genetika                          |
| Slowenien    | Lekárska genetica                          |
| Spanien      | –                                          |
| Tschechien   | Lékařská genetika                          |
| Ungarn       | Klinikai genetika                          |
| Zypern       | –                                          |

## Vereinigungen und Publikationen
Der Berufsverband Medizinische Genetik in Deutschland entstand 1983 und ging Ende 2003 in der Deutschen Gesellschaft für Humangenetik (GfH) auf. In Deutschland ist der Berufsverband Deutscher Humangenetiker (BVDH) das berufspolitische Forum aller Fachärzte für Humangenetik und Fachhumangenetiker, in der Schweiz die Schweizerische Gesellschaft für Medizinische Genetik (SGMG) und in Österreich die Österreichische Gesellschaft für Humangenetik (ÖGH). Die gemeinsame Publikation aller vier Verbände ist die Zeitschrift medizinische genetik, ein Nachfolgeorgan der Zeitschrift Humangenetik.
Das Netzwerk der Fachwissenschaftler in der Medizin (nfm) vertritt die Interessen der in der Medizin tätigen Naturwissenschaftler mit unterschiedlicher Spezialisierung wie Fachhumangenetiker (GfH), Klinische Chemiker und Reproduktionsbiologen.
Die British Medical Association gibt das Journal of Medical Genetics heraus.

## Bibliothekswesen
In der Basisklassifikation (verwendet in den Niederlanden und im Gemeinsamen Bibliotheksverbund) besitzt das medizinische Grundlagenfach „Medizinische Genetik“ die Klasse 44.48.